# 泺源街道
泺源街道，是中华人民共和国山東省济南市市中区下辖的一个乡镇级行政单位。

## 行政区划
泺源街道下辖以下地区：
饮虎池街社区、永长街社区、青年西路社区、科技街社区、普利街社区和南郊铁路家属社区。